# Hélène Clauzel
Hélène Clauzel (* 25. Januar 1998 in Eguisheim) ist eine französische Radrennfahrerin.

## Sportlicher Werdegang
Clauzel fing bereits im Alter von sieben oder acht Jahren mit Mountainbikerennen an. 2016, mit 18 Jahren, wurde sie Vize-Europameisterin der Juniorinnen. Im Winter fuhr sie Cyclocross (wo es noch keine Juniorinnen-Kategorie gab) und wurde ebenfalls 2016 französische Meisterin und Vize-Europameisterin der U23. Danach legte sie eine fast dreijährige Pause im Cyclocross ein. Ein Kreuzbandriss zwang sie 2018 zum Abbruch der Mountainbike-Saison. In dieser Zeit absolvierte sie neben ihren sportlichen Aktivitäten ein Studium in Biologie und Agrarwissenschaften in Besançon und Poligny.
2021 wurde Clauzel französische Meisterin im Cross-Country Short Track, 2023 und 2024 im Cyclocross. Im Cyclocross-Weltcup konnte sie sich über ein Dutzend Mal unter den besten Zehn platzieren, im Mountainbike-Weltcup war ihre beste Platzierung der 18. Rang 2022 in Lenzerheide. Mit der französischen Staffel siegte sie bei den Cyclocross-Weltmeisterschaften 2024 und war 2025 Dritte, ebenfalls mit der Staffel holte sie zwei Medaillen bei Cyclocross-Europameisterschaften.
Im Straßenradsport fuhr Clauzel 2024 verstärkt Rennen mit dem Vereinsteam UVCA Troyes und ließ dafür die Mountainbike-Saison aus. Im Herbst 2024 ging sie zur Vorbereitung der Cyclocross-Saison in die Vereinigten Staaten und gewann dort alle acht Rennen der USCX Cyclocross Series.

## Verschiedenes
Hélène Clauzels ältere Schwester Perrine Clauzel ist ebenfalls als Cyclocross- und Mountainbikefahrerin aktiv.

## Erfolge

### Cyclocross
2015/2016
 Französische Meisterin (U23)
2016/2017
 Europameisterschaften (U23)
2022/2023
 Französische Meisterin
2023/2024
 Weltmeisterin – Staffel
 Europameisterin – Staffel
 Französische Meisterin
2024/2025
 Weltmeisterschaften – Mixed-Staffel
 Europameisterschaften – Staffel

### Mountainbike
2016
 Europameisterschaften (Junioren) – Cross-Country XCO
2021
 Französische Meisterin – Shorttrack XCC